# Raffaele Mario Radossi
Raffaele Mario Radossi (Cherso, 3 giugno 1887 – Venezia, 27 settembre 1972) è stato un arcivescovo cattolico italiano.

## Biografia
Nato nell'arcipelago del Quarnero, allora appartenente all'Impero austro-ungarico, entrò giovanissimo nei francescani conventuali. Nel 1941 fu nominato vescovo di Parenzo e Pola, in Istria, di cui fu l'ultimo pastore italiano: da lì infatti dovette fuggire alla fine della Seconda guerra mondiale nell'ambito dell'Esodo giuliano dalmata.
Nominato nel 1948 arcivescovo di Spoleto, resse quella chiesa per quasi vent'anni, durante i quali partecipò anche a tutte le sessioni del Concilio Vaticano II. Il 23 giugno 1967, ad ottant'anni, si ritirò dal governo della Chiesa spoletina e fu nominato arcivescovo titolare di Equilio; morì cinque anni più tardi.

## Genealogia episcopale
La genealogia episcopale è:
- Cardinale Scipione Rebiba
- Cardinale Giulio Antonio Santori
- Cardinale Girolamo Bernerio, O.P.
- Arcivescovo Galeazzo Sanvitale
- Cardinale Ludovico Ludovisi
- Cardinale Luigi Caetani
- Cardinale Ulderico Carpegna
- Cardinale Paluzzo Paluzzi Altieri degli Albertoni
- Papa Benedetto XIII
- Papa Benedetto XIV
- Cardinale Enrico Enriquez
- Arcivescovo Manuel Quintano Bonifaz
- Cardinale Buenaventura Córdoba Espinosa de la Cerda
- Cardinale Giuseppe Maria Doria Pamphilj
- Papa Pio VIII
- Papa Pio IX
- Cardinale Alessandro Franchi
- Cardinale Giovanni Simeoni
- Cardinale Antonio Agliardi
- Cardinale Basilio Pompilj
- Cardinale Adeodato Piazza, O.C.D.
- Arcivescovo Raffaele Mario Radossi, O.F.M.Conv.